# Anne Lacaton

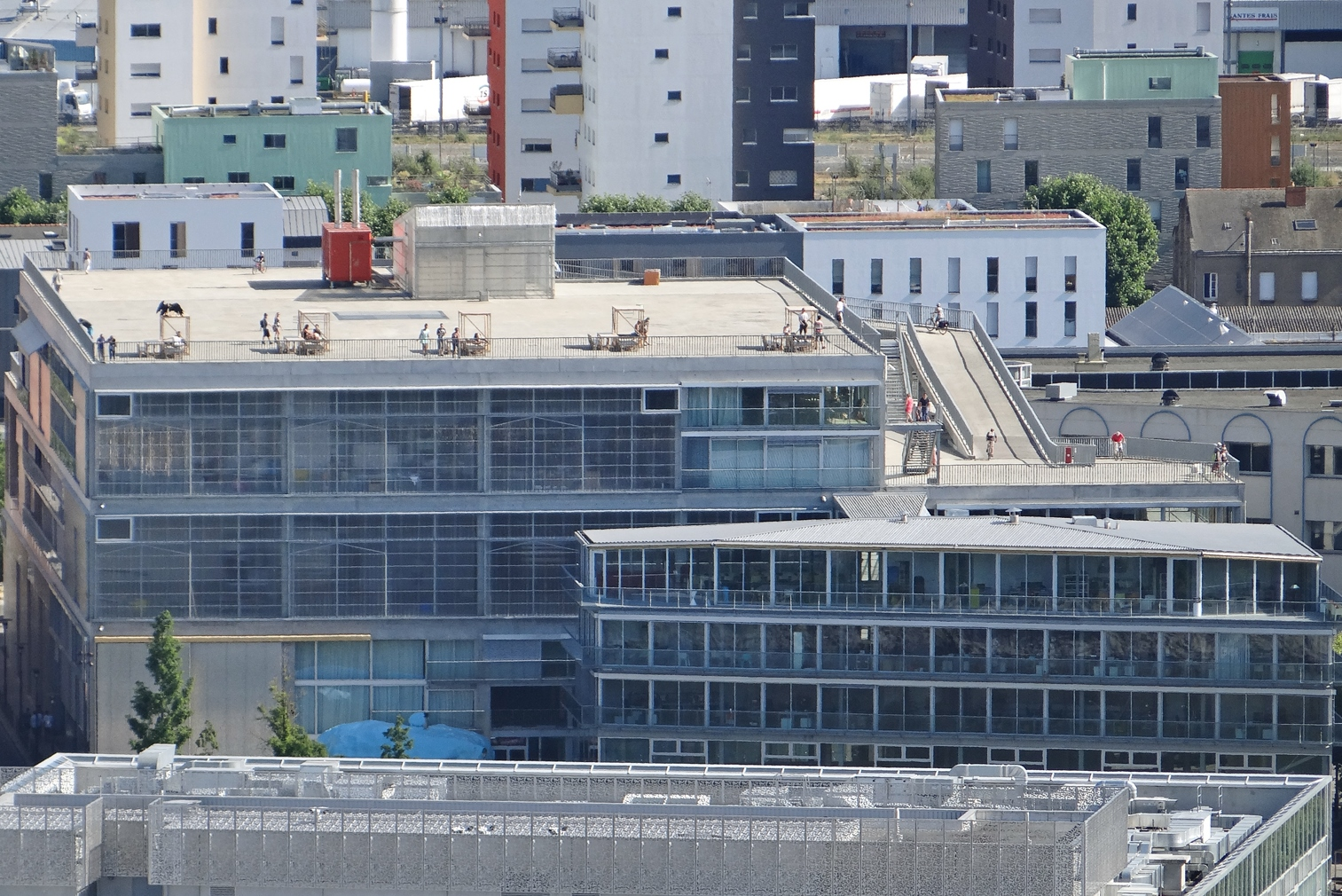
Escuela de Arquitectura de Nantes

Anne Lacaton (Saint-Pardoux-la-Rivière, Dordoña, 2 de agosto de 1955) es una arquitecta francesa. En 2021 ganó el Premio Pritzker junto con su socio Jean-Philippe Vassal.

## Biografía
Anne Lacaton estudió arquitectura en la Escuela Nacional Superior de Arquitectura de Burdeos, donde se graduó en 1980. En 1984 se diplomó en la misma institución en Planeamiento Urbano. Desempeñó el cargo de docente en distintas escuelas europeas, principalmente en la Escuela Politécnica Federal de Lausana. Entre 1982 y 1988 trabajó en el Arc-en-rêve del centro de la arquitectura en Burdeos en Francia. Desde 1987 fundó el estudio de arquitectura Lacaton & Vassal junto con Jean-Philippe Vassal, con quien ganó en 2008 el Gran Premio Nacional de Arquitectura. En 2014 recibió, junto a Jean-Philippe Vassal, el Premio Schock de Artes Visuales, otorgado por la Real Academia Sueca de  las Artes. En 2018, el estudio Lacaton & Vassal fue uno de los cinco galardonados con el Premio Global de Arquitectura Sostenible. En 2021, junto a su compañero Jean-Philippe Vassal, ganó el Premio Pritzker de arquitectura. Ha sido profesora invitada en UPM Madrid, EPFL Lausana, 2004, 2006 y 2010-11, Universidad de Florida, Ivan Smith Studio en 2012, Universidad de NY-Buffalo, directora de Clarkson en 2013, en el Pabellón Neuflize OBC-Palais de Tokyo, París, en 2013-2014, en Harvard GSD : Kenzo Tange 2011 y Design critic 2015 y en TU Delft, 2016-17.

## Obras (Lacaton & Vassal)
Su trabajo en asociación con Jean-Philippe Vassal constituye un referente de una manera de hacer arquitectura de manera ética, eficaz y económica, primando las necesidades de las personas que habitan la construcción y valorando lo preexistente para mejorarlo, frente a decisiones donde prima la estética o la espectacularidad. En definitiva, se posicionan por la rehabilitación frente a la demolición como estrategia más eficiente.
- Maison de la culture du Japon en el Quai Branly de París de 1990
- Maison Latapie en Floriac, 1993
- Musée Archéologique de Saintes de 1995
- Lugar AUROC en Burdeos, 1996
- Café en Arkitekturzentrum en Viena, Austria, 2001
- Escuela de arquitectura de Nantes de 2009
- Universidad Pierre Mendès France, UFR Artes y Ciencias Humanas en Grenoble, 1995 y 2001
- Pôle Universitaire de Ciencias de Gestión en Burdeos de 2006.

| Predecesor: Shelley McNamara y Yvonne Farrell | Premio Pritzker de Arquitectura 2021 (Junto con Jean-Philippe Vassal) | Sucesor: Diébédo Francis Kéré |